# Stora Järnsjön
Stora Järnsjön är en sjö i Hultsfreds kommun i Småland och ingår i Viråns huvudavrinningsområde. Sjön är 7 meter djup, har en yta på 0,11 kvadratkilometer och befinner sig 113,9 meter över havet.